# Ambròs Celma i Chertó

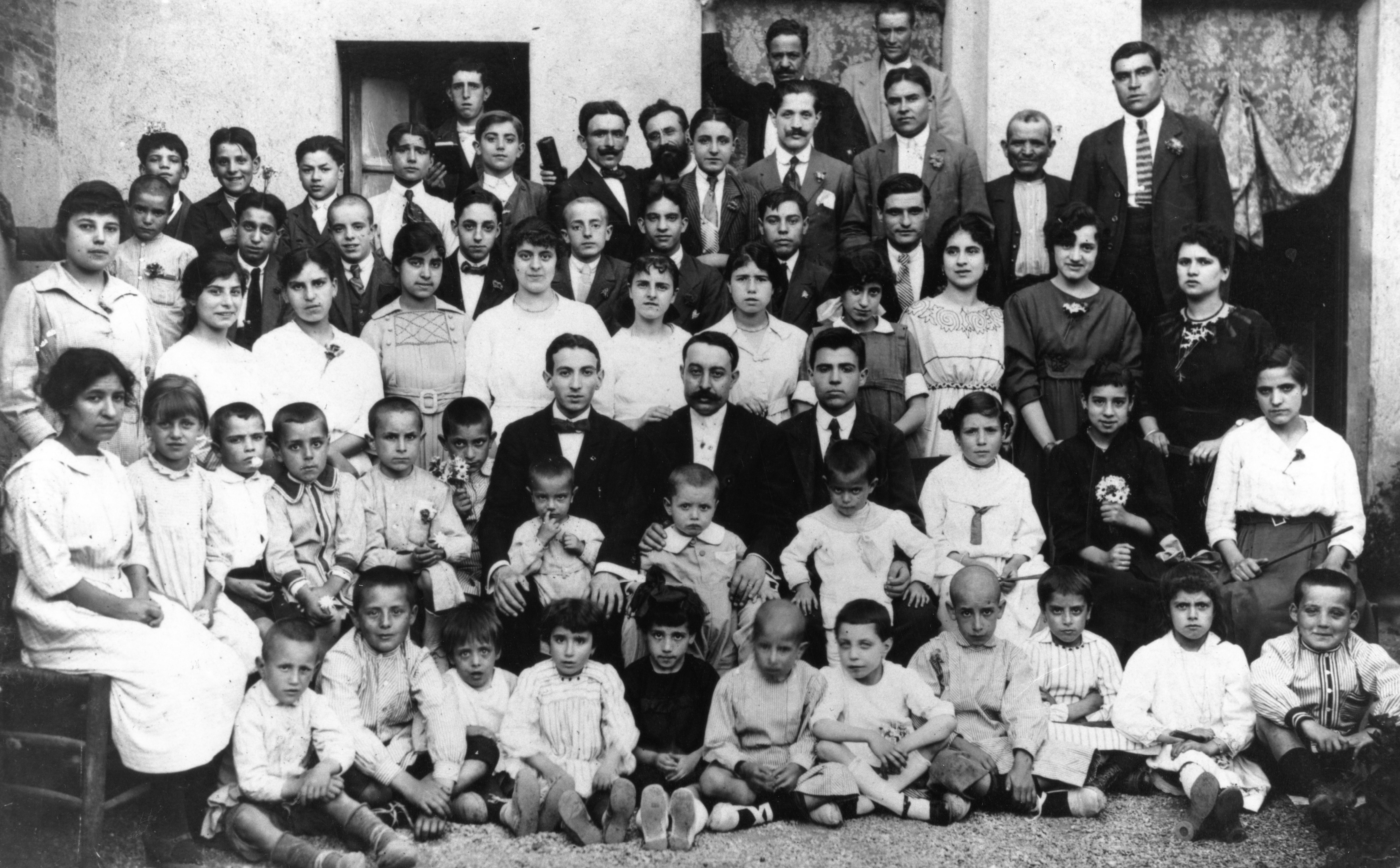
Grup de l'església de Sabadell (1919) on ja s'observa el fort creixement d'ençà la direcció de Celma. Aqui el veiem al mig de la foto amb els seus ajudants: a la seva dreta, Antoni Muniesa i a la seva esquerra, Sebastià Verdés. Foto: Arxiu 1eebs.

Ambròs Celma i Chertó (Barcelona, 18 d'abril de 1882 - Barcelona, 7 de gener de 1944) pastor evangèlic català.

## Biografia
Va néixer a Barcelona el dia 18 d’abril de 1882 en el sí d’una família molt senzilla. Quan era adolescent va treballar en una fàbrica de calçat. Al fer els 15 anys va sentir una vocació religiosa que el va animar a preparar-se i estudiar de forma completament autodidacta.
Ben aviat començà a assistir a diverses esglésies protestants de la ciutat de Barcelona com ara la del carrer Aribau i la de la plaça de les Marquilles on participava en algunes activitats que programava la comunitat. Va contraure matrimoni amb Teresa Ripoll, neboda del pastor de l'església baptista de Barcelona, Gabriel Anglada el 24 de desembre de 1907. Fruit del matrimoni nasqueren Josepa (1909), Samuel (1912), Raquel (1915), Noemí (1921) i Esther (1924). Anglada estava malalt i va proposar a la congregació que demanés al jove Celma ser-ne el pastor i responsable general de les esglésies baptistes de tot Catalunya. Ell va acceptar i l’1 de desembre de 1911 prengué possessió dels càrrecs.

### Estudis i tasca missionera
Al mes de febrer de 1912, el Dr. Rubèn Saillens, evangelista de l’Associació Baptista de França, conegut popularment com l’Spurgeon francès, visità Barcelona i invità el Pastor Celma a anar a França per ampliar estudis teològics sota la direcció del Dr. Robert Dubarry, dirigent de l’Església Baptista de Nimes, França.
Al retornar de França, el 1913, Celma com responsable de totes les esglésies baptistes de Catalunya tenia al seu càrrec les comunitats de Barcelona, Sabadell i Figueres. La congregació de Sabadell que pràcticament havia desaparegut va cobrar nova vida. Celma va delegar en joves de la seva confiança la responsabilitat del servei dominical (Manuel Zapater, Antoni Muniesa i Sebastià Verdés). La majoria de comunitats van créixer de forma exponencial.
Realitzà una tasca de missió en diversos barris de Barcelona (La Barceloneta, Can Tunis i Les Corts), promovent la creació de noves congregacions. També participà en la fundació de esglésies a Badalona (1923), Vilafranca del Penedès i Terrassa. El 1922 per encàrrec de la Foreign Mission Board va organitzar l’Institut baptista per a la formació de dirigents, juntament amb Nicolas Bengston, del qual Celma en fou el director fins al 1925.
Participà en diversos congressos internacionals representant els interessos dels baptistes de la Unió evangèlica baptista espanyola, de la qual fou secretari i president. El seu camp d’acció abastava totes les denominacions protestants. A tall d’exemple, podria esmentar-se que va ser membre del Patronat de l’Infermeria Evangèlica de Barcelona; en va ser Secretari de la Junta Directiva. Després de la Guerra Civil, a l’any 1942 inspirà l’organització del “Grup de Protectors de l’Infermeria Evangèlica” que, per molts anys, va ser una “mutualitat clandestina a favor dels malalts evangèlics sense recursos econòmics”.

### Guerra civil i post-guerra
El 1938, responent a un requeriment que li havia fet el Secretari per a Europa del Foreing Mission Board, de Richmond, EUA. per a entrevistar-se a París i tractar assumptes relacionats amb la precària situació espanyola. Acompanyat de la seva esposa i dues de les seves filles (Noemi i Esther) sortí de Barcelona encapçalant una expedició de nens que, a causa de les dificultats provocades per la Guerra Civil espanyola, marxaven a refugiar-se a França.
L'estada es perllongà per espai de 2 anys i va ser providencial perquè li donà ocasió d’organitzar -amb la col·laboració desinteressada dels creients francesos- un especial servei d’ajuda als evangèlics que eren en el sector de l’Espanya republicana, enviant-los queviures i altres articles de primera necessitat.
Després, a partir del mes de febrer de 1939, desenvolupà un servei de visitació als camps de concentració de refugiats espanyols establerts al Sud de França, que el va permetre organitzar un servei de noticies entre els evangèlics que hi eren internats i les famílies residents a Espanya, tot gestionant obtenir la necessària documentació per a què els internats poguessin sortir dels camps de concentració, residir i treballar a França.
El mes de maig de 1940, Calma retornà a Barcelona i a la seva feina de pastor. En temps de la post-guerra, els creients es reunien clandestinament en cases particulars, ja que oficialment el protestantisme no existia. Aviat, però es trobà malalt, però tot i en un estat força precari, encara predicava i escrivia. Finalment, Ambròs Celma moria a Barcelona el 7 de gener de 1944.